# Lorenzo Campani
Lorenzo Campani (Reggio Emilia, 24 febbraio 1973) è un cantautore italiano.
È la voce principale dei New Era, gruppo formato da ex allievi del CET (Centro Europeo di Toscolano) sotto la supervisione di Mogol. È inoltre la voce della SolieriGang, gruppo fondato da Maurizio Solieri. Fa parte del cast dell'opera popolare Notre Dame De Paris, ricoprendo i ruoli di Quasimodo e Clopin. È stato anche semifinalista nel talent The Voice of Italy. È stato il leader dei Frontiera, gruppo fondato da lui e Massimo Mussini chitarrista dei Bossa Nostra, con cui ha inciso due album e aperto i concerti di due tour di Vasco Rossi. Ha inciso inoltre un album da solista e uno con i Clan Destino (ex band di Luciano Ligabue).

## Biografia
Inizia la sua attività a livello professionistico intorno alla metà degli anni '90, quando con Dino Melotti, incide un promo dance per la Spagna. Nel 1996 partecipa alle ultime prefinali di Castrocaro.
Entra a far parte della cover band dei Lolliz, con la quale porta avanti l'attività negli anni seguenti.
Tra il 2006 ed il 2007 fa parte della tribute band dei Queen: Queen & The Choir.
Nel 2009 canta la sigla di apertura della serie di cartoni animati Huntik, prodotti dalla Rainbow.
Nel 2012 quella del videogioco della Nintendo DS Inazuma Eleven 2.
Nel 2014 quella della serie di cartoni animati Zazì, trasmessa da Disney Junior.
Nel 2015 quelle per i festeggiamenti del 40º anniversario del parco di divertimenti italiano di Gardaland e per il 20º anniversario di quello spagnolo di PortAventura Park.
È la voce delle compilation ufficiali di Gardaland anche per gli anni 2017, 2018, 2019, 2020, 2021, 2022 e 2023; le canzoni vengono trasmesse all'interno del parco.

### I Frontiera (2004-2008)
Fonda con Mussini Massimo chitarrista dei Bossa Nostra, i "Frontiera", composti inoltre da Jonathan Gasparini (chitarra), Dario Vezzani (basso), Damiano Trevisan (batteria) e Fulvio Ferrari (tastiere) con la collaborazione di Andrea Righi in veste di produttore artistico.
Nell'autunno esce l'album d'esordio dei Frontiera, Passport, prodotto da Roberto Casini ed edito da Cassiopea Music.
Nell'estate 2007 i Frontiera sono nuovamente chiamati da Vasco Rossi come band di supporto per il "Vasco Live 2007". Apriranno un totale di 26 concerti.
Dopo l'uscita di un EP, nel 2008 esce il secondo album dei Frontiera dal titolo Live 08 Inedito, composto da inediti registrati dal vivo.

### Notre Dame de Paris (2011-2012, 2016-2017)
Nel 2012 e nel 2013 Riccardo Cocciante lo chiama per le tournée estive del suo spettacolo Cocciante Canta Cocciante, durante il quale vengono riproposti i brani di maggior impatto dell'opera.
Torna a rivestire i panni di Clopin anche nel 2014, durante un'esibizione all'Arena di Verona trasmessa in Eurovisione su RaiUno, insieme ad altri attori dei vari cast internazionali del musical.
Nel 2016 e nel 2017 fa di nuovo parte del cast, ancora nel doppio ruolo di Clopin (in alternanza con Leonardo Di Minno) e Quasimodo (in alternanza con Giò Di Tonno).

### Carriera solista e The Voice of Italy (2012-presente)
Nell'aprile del 2012 esce il suo primo album da solista intitolato La mia metà composto interamente da inediti scritti autografi ed arrangiati dall'autore insieme ad un team di musicisti composto da Renato Droghetti, Stefano Peretto, Giorgio Santisi, Luca Longhini, Marco Dirani e Cristian Bagnoli.
Nel 2013 partecipa alla prima edizione del programma televisivo di RaiDue The Voice of Italy, arrivando fino alla semifinale del programma, durante la fase dei Live Show.
Nell'estate parte in tournée col suo live "Opentour 2013" che anticipa l'uscita del singolo La sera dei miracoli per l'etichetta indipendente Alman Music.
Sempre nel 2013 partecipa all'album natalizio Mario Christmas di Mario Biondi.
Il 12 maggio 2015 torna al progetto solista con l'uscita del singolo Dovunque tu sei, accompagnato da un videoclip di cui cura anche la sceneggiatura. La regia è di Beppe Platania.
Nel dicembre del 2015 partecipa come vocalist al tour italiano di Will Hunt, batterista degli Evanescence e di Vasco Rossi.
Il 10 marzo 2016 esce il singolo Scappiamo Adesso, una collaborazione con il rapper Maxi B, che ottiene un ottimo riscontro radiofonico.
Il 14 febbraio 2017 esce il singolo Basta, una collaborazione con la cantautrice Claudia Megrè.
Nel maggio del 2017 parte l'operazione di crowdfunding sulla piattaforma MusicRaiser, al fine di raccogliere i fondi per la pubblicazione del nuovo album. L'iniziativa ha successo ed il target viene raggiunto.
Il 25 maggio 2018 esce infatti il singolo Come Jon Snow. Quello citato nel titolo è il celeberrimo personaggio delle Cronache del ghiaccio e del fuoco, da cui è stata tratta la serie tv Il Trono di spade; il video viene girato durante la festa medievale di San Polo d'Enza, nota come Rievocandum, con ambientazioni e costumi che richiamano quelli della serie.
Il 25 novembre 2018, in occasione della Giornata internazionale per l'eliminazione della violenza contro le donne, esce il singolo Dai un pugno nel muro, che vede la partecipazione del noto cantautore messicano ReyLi Barba. In contemporanea viene diffuso anche il videoclip che lo accompagna.
Il 21 dicembre 2018 esce l'album Che mondo vuoi.

### Con la Solieri Gang (2013-presente)
Dopo essere stato per anni la voce nei concerti del chitarrista Maurizio Solieri (chitarra storica di Vasco Rossi), viene scelto come cantante per il concerto reunion della Steve Rogers Band, tenutosi il 7 dicembre 2013 al Viper Theatre di Firenze. La collaborazione continua, e Solieri lo sceglie anche come voce del nuovo progetto della SolieriGang; la band vede al basso Max Gelsi, alle tastiere Mimmo Camporeale e alla batteria Ivano Zanotti. Campani scrive i testi per il primo EP della band, “Non si muore mai”, uscito nel marzo del 2014, curandone anche le grafiche ed il video di lancio dell'omonimo singolo.

### Collaborazione con Mogol (2014-presente)
Nella primavera del 2014 viene scelto da Mogol per il suo nuovo progetto di tributo a Lucio Battisti, intitolato Le canzoni di Mogol Battisti in versione rock New Era; è una raccolta dei loro brani di successo rivisitati in chiave rock contemporaneo con la band New Era, uscita il 18 novembre dello stesso anno. Il 13 febbraio 2015, a Sanremo, l'album ha ricevuto il premio REA (Radiotelevisioni Europee Associate) come miglior cd dell'anno 2014.

### Collaborazione con Gardaland Resort
Dal 2015 collabora con il parco divertimenti più grandi d'Italia per la realizzazione di sigle stagionali. Alcuni esempi sono Gardaland Infesta, 20 Anni da Paura, Questa estate che è mia, Gardaland Magic Like e tante altre.

## Discografia

### Solista
- 2012 – La mia metà (Jaywork/Saifam/Halidon)
- 2013 – La sera dei miracoli (singolo)
- 2015 – Dovunque tu sei (singolo) (Nadir Music srl/Edizioni Chiasso dal Fosso)
- 2016 – Scappiamo Adesso (singolo) feat. Maxi B (Nadir Music srl/Edizioni Chiasso dal Fosso)
- 2017 – Basta (singolo) feat. Claudia Megrè (Nadir Music srl/Edizioni Chiasso dal Fosso)
- 2018 – Generazione Gardaland (singolo) (Audiofficina)
- 2018 – Come Jon Snow (singolo) (Smilax Publishing srl/Lion Music)
- 2018 – Dai un pugno nel muro (singolo) feat. Reyli Barba (Smilax Publishing srl/Lion Music)
- 2018 – Che mondo vuoi (Smilax Publishing srl/Lion Music)

### Con i Frontiera

#### Album
- 2005 – Passport (Cassiopea)
- 2008 – Live 08 Inedito (Selvaggia Edizioni/Bollicine Ed./Warner Chappell/Cassiopea)

#### EP
- 2008 – Frontiera - EP (Varen Music Agency)

### Con i Clan Destino
- 2007 – Registrazioni clandestine (Riservarossa Records/Warner Music Italia)

### Con la SolieriGang
- 2014 – Non si muore mai (Ala Bianca)

### Con i New Era
- 2014 – Le canzoni di Mogol Battisti in versione rock New Era (Avventura Records)

### Partecipazioni
- 2013 – The Voice of Italy - The Best of Battles con “The Show Must Go On” (Universal Music)
- 2013 – The Voice of Italy - The Live Shows con “Insieme a Te Sto Bene” (Universal Music)
- 2013 - Mario Christmas con Have Yourself a Merry Little Christmas (album di Mario Biondi)